# Croton palawanensis
Espèce
Croton palawanensis est une espèce de plantes à fleurs du genre Croton et de la famille des Euphorbiaceae, présente aux Philippines (Palawan).